# خیری
خیری (انگلیسی: Kherei) حاکم بر شهر زانتوس در منطقه لیکیه در زمانی که آناتولی بخشی از شاهنشاهی هخامنشی بود.
دانش امروز ما از لیکیه از اروپای دوران قدیم عمدتاً از باستان‌شناسی می‌آید که در این منطقه به‌طور غیرعادی غنی است.
او یا برادرش خریگا ممکن است صاحب ستون هرمی زانتیان بوده باشند.

## ضرب سکه
خیری یکی از آخرین فرمانروایان لیکیایی بود که فرمان ضرب سکه را صادر کرد. پس از ۳۶۰ سال قبل از میلاد، منطقه لیکیا به تصرف ماسول، دودمان کاریان درآمد.
پرتره روی سکه‌های خیری، سلسله‌ای را نشان می‌دهد که تاج ساتراپهخامنشی را بر سر دارد.